# 117993 Замбужал
117993 Замбужал (117993 Zambujal) — астероїд головного поясу, відкритий 29 вересня 1973 року.
Тіссеранів параметр щодо Юпітера — 2,986.